# Пароходное общество «Русь»
Пароходное общество «Русь» — пароходная компания в Российской империи, осуществлявшая пассажирские и грузовые перевозки по Волге и её притокам, а также по Каспийскому морю в период с 1908 по 1918 год.

## История
Товарищество на вере, впоследствии преобразованное в акционерное общество, пароходное общество «Русь» было создано 5 февраля 1908 года. Учредителями акционерной компании являлись крупные саратовские купцы В. Ф. Лапшин и Д. В. Сироткин, а также царицынские купцы И. Г. Старцев и Т. М. Канавин. Правление Общества расположилось в Царицыне, во главе его встал Тимофей Михайлович Канавин. Основной капитал пароходного общества «Русь» составлял 800 тысяч рублей, поделённый на 3200 акций номиналом по 250 рублей каждая. Флот пароходного общества насчитывал до 30 судов. В акционерное общество товарищество преобразовалось в 1910 году, его устав был утвержден 5 февраля 1910 года.
К 1911 году Пароходное общество «Русь» осуществляло пассажирские перевозки на Волге от Рыбинска до Астрахани, а также грузовые на Каме, Оке, Москве-реке и на Каспийском море. Этому Обществу принадлежало 80 пристаней и множество складов для хранения грузов. В пароходной компании уделяли большое внимание к качеству пассажирских перевозок. Так в расписании движения пассажирских судов 1911 года сообщалось:

«Пассажирские пароходы общества „Русь“ двухэтажные американского типа с электрическим освещением и паровым отоплением. К услугам пассажиров на всех пароходах имеются аптеки, библиотеки, газеты, пианино и семейные каюты, буфеты с первоклассными кухнями, ванны и, по желанию, постельное белье. Пассажирские билеты продаются, а клади принимаются на всех пристанях и пароходах общества „Русь“, а также на станциях железной дороги в Нижнем Новгороде и Рыбинске. Багаж пассажиров, купивших билеты на станциях железной дороги, на пароходы общества доставляется бесплатно.»

Привлекали пассажиров также тарифы компании, которые были ниже других. Агенты «Руси» работали на пристанях Москвы и Санкт-Петербурга, Ростова-на-Дону, Баку и крупных городов на Волге.
Доходы пароходного общества «Русь» росли, и в 1913 году оно приобрело «Верхне-Волжское пароходство Кашиной» (судовладелец Мария Капитоновна Кашина) за 1 миллион 300 тысяч рублей.
После Октябрьской революции, в 1918 году, пароходное общество было национализировано, но принадлежащие ей пароходы продолжали функционировать ещё много лет. Самый последний пароход компании, спущенный на воду в 1913 году — «А. П. Мещерский», переименованный впоследствии в «Богатырь», был выведен из состава советского речного флота только в 1972 году.

## Фотогалерея
- Речные суда пароходного общества
- Пароход «Ниагара»[6]
- Пароход «Василий Лапшин»[7]
- Пароход «А. П. Мещерский»[8]
- Пароход «И. П. Харитоненко»[9]
- Пароход «Иван Сусанин»